# Synopeas spiniferum
Synopeas spiniferum är en stekelart som beskrevs av Mikhail Vasilievich Kozlov 1978. Synopeas spiniferum ingår i släktet Synopeas och familjen gallmyggesteklar. Inga underarter finns listade i Catalogue of Life.